# Geneva (Minnesota)
Geneva es una ciudad ubicada en el condado de Freeborn en el estado estadounidense de Minnesota. En el Censo de 2010 tenía una población de 555 habitantes y una densidad poblacional de 404,31 personas por km².

## Geografía
Geneva se encuentra ubicada en las coordenadas 43°49′12″N 93°16′16″O / 43.82000, -93.27111. Según la Oficina del Censo de los Estados Unidos, Geneva tiene una superficie total de 1.37 km², de la cual 1.35 km² corresponden a tierra firme y (1.32%) 0.02 km² es agua.

## Demografía
Según el censo de 2010, había 555 personas residiendo en Geneva. La densidad de población era de 404,31 hab./km². De los 555 habitantes, Geneva estaba compuesto por el 98.56% blancos, el 0% eran afroamericanos, el 0% eran amerindios, el 0.18% eran asiáticos, el 0% eran isleños del Pacífico, el 0.18% eran de otras razas y el 1.08% pertenecían a dos o más razas. Del total de la población el 1.08% eran hispanos o latinos de cualquier raza.